# Curare

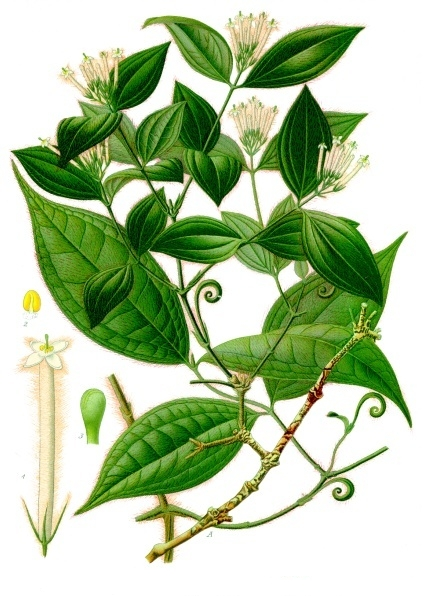
Strychnos toxifera, en växt i Kurarebusksläktet.

Curare är ett samlingsnamn för gifter som sydamerikanska ursprungsamerikaner använde på pilar för blåsrör. Curare är en blandning av alkaloider som kan tillverkas av extrakt från växter eller på konstgjord väg. Curare går direkt in i blodet då djuret träffas av pilen. Ursprungsbefolkningen kunde dock äta det döda djuret eftersom ammoniumföreningen inte kan tas upp via mag-tarmkanalen. Nu för tiden används endast syntetiskt curare, främst som ett muskelavslappnande medel.
Effekten beror på att giftet verkar antagonistiskt på de nikotinerga acetylkolinreceptorerna  vilket leder till muskelavslappning och att offret kvävs i sin egen kropp då andningsmuskulaturen inte kan användas. Den antagonistiska effekten är icke-depolariserande (ingen initial kramp) till skillnad från till exempel suxameton som är depolariserande.